# George Baldock
George Henry Ivor Baldock (řecky: Τζορτζ Μπάλντοκ; 9. března 1993 – 9. října 2024) byl řecký profesionální fotbalista, který hrál na pozici pravého obránce. Narodil se v Anglii, ale na mezinárodní úrovni reprezentoval řecký národní tým.

## Klubová kariéra

### Milton Keynes Dons
Baldock se narodil 9. března 1993 v Buckinghamu v hrabství Buckinghamshire. Svou kariéru začal v akademii Milton Keynes Dons. Za klub hrál i jeho starší bratr Sam Baldock.
Svůj debut v prvním týmu si odbyl 1. května 2010 v utkání League One proti Brighton & Hove Albion na Stadium MK, které skončilo remízou 0:0, když v 81. minutě nahradil Daniela Powella. Svůj první kompletní zápas za klub odehrál poslední den sezóny 2010/11 v zápase proti Oldham Athletic.
Dne 30. října 2011 přestoupil do Northampton Town na měsíční hostování. V březnu 2012 odešel do Tamworthu na hostování spolu se spoluhráčem Charliem Collinsem. Svůj debut si připsal při ligové remíze 1:1 proti Gatesheadu a odehrál celý zápas. Dne 3. května 2012 přestoupil do islandského klubu ÍBV z ligy Besta deild karla na měsíční hostování. Svůj debut za klub si odbyl o tři dny později v úvodním zápase sezóny 2012 při porážce 2:1 na hřišti Selfossu. Dne 5. června 2012 byl Baldock vyloučen na jeden zápas poté, co v prvních šesti zápasech nasbíral čtyři žluté karty. Svůj první gól za ÍBV vstřelil 20. června 2012 při výhře 3:1 nad Grindavíkem, než byl vystřídán Ragnarem Leóssonem. Následující den klub oznámil, že Baldockovo hostování bylo prodlouženo do 8. srpna, což znamenalo, že se mohl zúčastnit kvalifikace do Evropské ligy UEFA.
Dne 3. července 2012 mu byl udělen další jednozápasový trest poté, co se stal prvním hráčem sezóny v islandské lize, který dosáhl sedmi žlutých karet v ligových a pohárových zápasech. Přesto se o dva dny později poprvé objevil v evropské soutěži, když byl vybrán do základní sestavy při porážce 1:0 s irským týmem St Patrick's Athletic v prvním utkání prvního předkola Evropské ligy.
Klub ÍBV 9. srpna 2012 oznámil, že Baldockovo hostování bylo prodlouženo do konce měsíce. Po svém návratu z hostování v ÍBV se Baldock opět spojil na hostování s Tamworthem. S klubem podepsal smlouvu do konce roku spolu se spoluhráči z Dons Charliem Collinsem a Jordanem Ivey-Wardem. Baldock vstřelil svůj první gól za Tamworth proti Wokingu při vítězství 3:2. Dne 19. prosince 2012 Baldock za Tamworth dvakrát skóroval, když porazili Corby Town 4:2 v odvetě druhého kola FA Trophy.
V první polovině sezóny 2014/15 se Baldock několikrát objevil v dresu Milton Keynes Dons, včetně památného vítězství 4:0 nad Manchesterem United ve druhém kole EFL Cupu 26. srpna 2014. Dne 12. února 2015 podepsal Baldock smlouvu na hostování do konce sezóny 2014/15 s klubem League Two Oxford United. Za klub odehrál 12 zápasů, vstřelil také vyrovnávací gól při domácí remíze 1:1 s Morecambe. Baldock se vrátil do Oxfordu na sezónní hostování 30. června 2015. Během svého hostování se Baldock etabloval jako nedílná součást týmu a později byl za své výkony v dresu Oxfordu jmenován do týmu roku League Two 2015/16.
Dne 29. července 2016 podepsal Baldock prodloužení smlouvy s Milton Keynes Dons, díky čemuž měl zůstat v klubu až do léta 2018. Dne 26. listopadu 2016 odehrál Baldock svůj 100. zápas za klub při výhře 2:1 nad Coventry City.

### Sheffield United
Dne 13. června 2017 se Baldock znovu setkal s bývalým manažerem Oxfordu Chrisem Wilderem, když se připojil k nově postoupivšímu klubu do EFL Championship Sheffield United na základě tříleté smlouvy za nezveřejněnou částku. Svůj první gól za klub vstřelil 26. prosince při výhře 3:0 nad Sunderlandem na Bramall Lane.
Dne 28. dubna 2019 si Sheffield zajistil postup do Premier League po 12leté absenci. Svůj debut v nejvyšší soutěži si odbyl 10. srpna při remíze 1:1 na hřišti AFC Bournemouth a novinář Tom Prentki z The Daily Telegraph ho chválil jako "klíčového hráče". 19. srpna podepsal v klubu novou tříletou smlouvu. 9. listopadu vstřelil svůj první gól v Premier League, když vyrovnal při remíze 1:1 s Tottenhamem Hotspur po centrovaném míči. Sheffield United zakončil sezónu na 9. místě, přestože byl na začátku sezóny tipován na sestup, a Baldock a levý obránce Enda Stevens byli deníkem The Independent označeni za "vynikající hráče".
Baldock podepsal 12. prosince 2020 novou čtyřletou smlouvu, která ho v klubu měla udržet až do roku 2024. Sheffield United se v sezóně 2023/24 vrátil do Premier League, ale Baldocka velmi ovlivnila zranění a tým sestoupil. V květnu 2024 bylo oznámeno, že z klubu odejde, jakmile mu na konci sezóny 2023/24 vyprší smlouva.
Baldock byl mezi fanoušky Sheffieldu United známý jako "Starman", kteří často skandovali název této písně Davida Bowieho. Baldock také koupil defibrilátor pro mladého fanouška se srdeční vadou, aby chlapec mohl hrát fotbal.

### Panathinaikos
Dne 29. května 2024 se Baldock připojil k řeckému týmu Panathinaikos Athény a podepsal tříletou smlouvu. Debutoval 8. srpna ve třetím předkole Evropské ligy UEFA, v prvním utkání doma proti Ajaxu, když v 63. minutě nahradil Giannise Kotsirase. Odehrál tři zápasy řecké Superligy, naposledy 6. října bezbrankovou remízu doma s Olympiakosem v derby zvaném Matka všech bitev.

## Reprezentační kariéra
Baldock byl po své babičce řeckého původu, a proto byl způsobilý hrát za Řecko na mezinárodní úrovni stejně jako za Anglii. Poté, co získal řecké občanství, byl 27. května 2022 poprvé povolán do řeckého národního týmu trenérem Gusem Poyetem před červnovými zápasy Ligy národů UEFA 2022/23.
Dne 2. června 2022 Baldock debutoval za Řecko při výhře 1:0 nad Severním Irskem ve Windsor Parku v Belfastu.

## Smrt
Baldock byl dne 9. října 2024 nalezen mrtvý v bazénu svého domu v Glyfadě v Athénách. Bylo mu 31 let. Měl v plánu vrátit se do Anglie na oslavu prvních narozenin svého syna. Po několika hodinách, kdy se s ním nemohla spojit, jeho manželka v Anglii o něj vyjádřila obavy, což přimělo majitele nemovitosti, aby prohledal jeho dům a následně objevil jeho tělo. Počáteční zpráva koronera naznačovala, že se Baldock utopil a policie vyloučila jakoukoli trestnou činnost. Další podrobnosti o jeho smrti však zůstávají neznámé.
Den po Baldockově smrti hrálo Řecko proti Anglii (Baldockově rodné zemi) v Lize národů UEFA na stadionu ve Wembley. Řečtí hráči se o jeho smrti dozvěděli v noci před zápasem a údajně téměř nespali. Řecká fotbalová federace požádala UEFA o odložení zápasu, ale bylo jí řečeno, že není k dispozici žádné budoucí datum. Řecko vyhrálo zápas 2:1, což bylo jeho vůbec první vítězství nad Anglií, přičemž střelec obou gólů Vangelis Pavlidis pozvedl spolu se svými spoluhráči dres Baldocka, aby mu věnovali vítězství.

## Statistiky

### Klubové
| Klub                         | Sezóna            | Liga              | Liga   | Liga | Národní pohár | Národní pohár | Ligový pohár | Ligový pohár | Ostatní | Ostatní | Celkově | Celkově |
| Klub                         | Sezóna            | Soutěž            | Zápasy | Góly | Zápasy        | Góly          | Zápasy       | Góly         | Zápasy  | Góly    | Zápasy  | Góly    |
| ---------------------------- | ----------------- | ----------------- | ------ | ---- | ------------- | ------------- | ------------ | ------------ | ------- | ------- | ------- | ------- |
| Milton Keynes Dons           | 2009/10           | EFL League One    | 1      | 0    | 0             | 0             | 0            | 0            | 0       | 0       | 1       | 0       |
| Milton Keynes Dons           | 2010/11           | EFL League One    | 2      | 0    | 0             | 0             | 0            | 0            | 0       | 0       | 2       | 0       |
| Milton Keynes Dons           | 2011/12           | EFL League One    | 0      | 0    | 1             | 0             | 1            | 0            | 1       | 0       | 3       | 0       |
| Milton Keynes Dons           | 2012/13           | EFL League One    | 2      | 0    | 0             | 0             | 0            | 0            | 0       | 0       | 2       | 0       |
| Milton Keynes Dons           | 2013/14           | EFL League One    | 38     | 2    | 4             | 0             | 2            | 0            | 2       | 0       | 46      | 2       |
| Milton Keynes Dons           | 2014/15           | EFL League One    | 9      | 0    | 2             | 0             | 3            | 0            | 0       | 0       | 14      | 0       |
| Milton Keynes Dons           | 2015/16           | EFL Championship  | 15     | 0    | 0             | 0             | 0            | 0            | —       | —       | 15      | 0       |
| Milton Keynes Dons           | 2016/17           | EFL League One    | 37     | 0    | 3             | 0             | 0            | 0            | 2       | 0       | 42      | 0       |
| Milton Keynes Dons           | Celkově           | Celkově           | 104    | 2    | 10            | 0             | 6            | 0            | 5       | 0       | 125     | 2       |
| Northampton Town (hostování) | 2011/12           | EFL League Two    | 5      | 0    | 0             | 0             | 0            | 0            | 0       | 0       | 5       | 0       |
| Tamworth (hostování)         | 2011/12           | National League   | 3      | 0    | 0             | 0             | —            | —            | —       | —       | 3       | 0       |
| ÍBV (hostování)              | 2012              | Besta deild karla | 16     | 1    | 1             | 0             | —            | —            | 2       | 0       | 19      | 1       |
| Tamworth (hostování)         | 2012/13           | National League   | 15     | 1    | 1             | 0             | —            | —            | 3       | 2       | 19      | 3       |
| Oxford United (hostování)    | 2014/15           | EFL League Two    | 12     | 1    | 0             | 0             | 0            | 0            | 0       | 0       | 12      | 1       |
| Oxford United (hostování)    | 2015/16           | EFL League Two    | 27     | 2    | 5             | 0             | 1            | 0            | 2       | 0       | 35      | 2       |
| Oxford United (hostování)    | Celkově           | Celkově           | 39     | 3    | 5             | 0             | 1            | 0            | 2       | 0       | 47      | 3       |
| Sheffield United             | 2017/18           | EFL Championship  | 34     | 1    | 3             | 0             | 1            | 0            | —       | —       | 38      | 1       |
| Sheffield United             | 2018/19           | EFL Championship  | 27     | 1    | 0             | 0             | 0            | 0            | —       | —       | 27      | 1       |
| Sheffield United             | 2019/20           | Premier League    | 38     | 2    | 2             | 0             | 0            | 0            | —       | —       | 40      | 2       |
| Sheffield United             | 2020/21           | Premier League    | 32     | 0    | 2             | 0             | 0            | 0            | —       | —       | 34      | 0       |
| Sheffield United             | 2021/22           | EFL Championship  | 25     | 1    | 0             | 0             | 0            | 0            | 2       | 0       | 27      | 1       |
| Sheffield United             | 2022/23           | EFL Championship  | 36     | 1    | 4             | 0             | 0            | 0            | —       | —       | 40      | 1       |
| Sheffield United             | 2023/24           | Premier League    | 13     | 0    | 0             | 0             | 0            | 0            | —       | —       | 13      | 0       |
| Sheffield United             | Celkově           | Celkově           | 205    | 6    | 11            | 0             | 1            | 0            | 2       | 0       | 219     | 6       |
| Panathinaikos                | 2024/25           | Řecká Superliga   | 3      | 0    | 0             | 0             | —            | —            | 1       | 0       | 4       | 0       |
| Celkově v kariéře            | Celkově v kariéře | Celkově v kariéře | 390    | 13   | 28            | 0             | 8            | 0            | 15      | 2       | 441     | 15      |

### Reprezentační
| Národní tým | Rok     | Zápasy | Góly |
| ----------- | ------- | ------ | ---- |
| Řecko       | 2022    | 6      | 0    |
| Řecko       | 2023    | 4      | 0    |
| Řecko       | 2024    | 2      | 0    |
| Celkově     | Celkově | 12     | 0    |

## Úspěchy
Sheffield United
- Druhé místo v EFL Championship: 2018/19, 2022/23

Individuální
- Hráč roku akademie Milton Keynes Dons: 2010/11
- Mladý hráč roku Milton Keynes Dons: 2015/16
- Tým roku EFL League Two: 2015/16